# (4464) Vulcano
(4464) Vulcano (1966 TE) – planetoida z grupy pasa głównego asteroid okrążająca Słońce w ciągu 2,73 lat w średniej odległości 1,95 j.a. Odkryta 11 października 1966 roku.